# BM Plaza Shanghai
BM Plaza es un conjunto de 3 rascacielos, el mayor de ellos con 203 metros en el distrito de Distrito de Zhabei, Shanghái, China. Son de uso de hotel, oficinas y ventas al por menor, simplificado, son de uso mixto; la superficie total del BM Plaza es de 183.900 metros cuadrados, tienen 50 plantas. 
Su construcción comenzó en el año 2007, construyendo primero un gran centro comercial en la base en forma de L, las 3 torres fueron inauguradas a comienzos del 2009 y rápidamente fueron muy visitadas, en especial la torre hotel.